# آل عنبر
آل عنبر یک منطقهٔ مسکونی در یمن است که در استان حضرموت واقع شده‌است.